# 郳哀公
郳哀公，春秋時期郳國（小邾国）最後一任君王。

## 生平
郳哀公本名郳公父，哀公非正史諡，為便稱。公元前508年（周敬王十年）冬，仲孫何忌會同晉韓不信、齐国高張、宋国仲幾、卫国大叔申、鄭國參、曹国、莒国、邾国、薛国、杞国、小邾国抵达周国国都成周，郳公父代表小邾国。次年九月，周王室赐青銅縛，称赞郳公父“保朕邦家，正和朕身”。后楚国灭小邾国，余事不详。